# Farhat Gaied Jbira
Farhat Gaied Jbira, né vers 1820 en Crète et mort le 16 avril 1864 au Kef, est un homme politique tunisien.

## Jeunesse et carrière
Introduit au sérail comme mamelouk du souverain Ahmed Ier Bey, son nom est changé en Farhat. Chargé de rédiger les intendances des greniers de l'État (rabta) sous le règne de Mohammed Bey, il est nommé successivement au grade de commandant de la garde personnelle du bey, de général de brigade puis de général de division, avant de devenir ambassadeur à Naples. Sous le règne de Sadok Bey, il est promu agha de l'odjak du Jérid, agha et caïd-gouverneur du Kef, puis membre du Conseil suprême.

## Insurrection de 1864
Lors de l'insurrection de 1864, le général Farhat est connu pour son hostilité, au sein du Conseil suprême, au doublement de l'impôt de la mejba de 36 à 72 piastres, ce qui ne plaît pas au bey et à certains dignitaires du conseil ; il est incité malgré lui à rejoindre l'odjak du Kef pour prélever le nouvel impôt. Légaliste et connu par son héroïsme au combat, il s'y rend avec sa garde personnelle, malgré le danger et les avertissements de ses subordonnés. Tombé dans une embuscade tendue par les insurgés, et à la suite de la défection de l'odjak, il se bat avec courage avant d'être tué le 16 avril 1864. Ramené à la capitale, Tunis, il est enterré à la zaouïa de Sidi Abdel Wahab à La Manouba le 20 avril, près de son palais (Kobbet El Nhas), en présence du bey, de dignitaires et de notables.

## Descendance
Dignitaire résidant dans son palais de La Manouba, il s'intègre à la notabilité tunisoise en épousant Emna Kahia, petite-fille du ministre de la Guerre Slimane Kahia, avec laquelle il a deux garçons et deux filles. Ses fils figurent parmi les notables tunisois connus comme de riches propriétaires terriens ; ils brillent aussi dans le makhzen beylical : son fils Chedly Farhat suit une carrière de caïd-gouverneur alors que son petit-fils Salah Farhat, avocat nationaliste, membre fondateur du Destour, secrétaire général puis président de ce parti, devient ministre de la Justice dans le gouvernement du souverain nationaliste Moncef Bey.